# Gabinet Zachary’ego Taylora
Gabinet Zacharego Taylora – został powołany i zaprzysiężony w 1849 r.

## Skład
| Departament/Funkcja | Zdjęcie | Imię i nazwisko     | Kadencja  |
| ------------------- | ------- | ------------------- | --------- |
| Prezydent           |         | Zachary Taylor      | 1849-1850 |
| Wiceprezydent       |         | Millard Fillmore    | 1849-1850 |
| Sekretarz stanu     |         | John M. Clayton     | 1849-1850 |
| Skarb               |         | William M. Meredith | 1849-1850 |
| Wojna               |         | George W. Crawford  | 1849-1850 |
| Sprawiedliwość      |         | Reverdy Johnson     | 1849–1850 |
| Poczta              |         | Jacob Collamer      | 1849-1850 |
| Marynarka wojenna   |         | William B. Preston  | 1849-1850 |
| Zasoby wewnętrzne   |         | Thomas Ewing        | 1849-1850 |